# 陳文輝 (足球運動員)
陳文輝（Chan Man Fai，1988年6月19日—），生於香港，香港足球運動員，司職進攻中場，現時效力香港甲組聯賽球隊至尊足球會。

## 生平
陳文輝生於香港，小時候參加香港足總暑期推廣，並獲選最佳球員和區際冠軍，直到12歲經張健峰介紹加入流浪青年軍，於14歲入選由黎新祥和曾偉忠教練共同執教的香港青年代表隊，中學時代，陳文輝並沒有奪得過學界足球冠軍，反而在就讀救恩中學時曾經奪得學界手球冠軍，隨後他加入由香港足總成立的香港09參與丙組聯賽。
直到2004年加盟香雪製藥，一季後轉會香港08，因其個人技術良好且具天份，故獲著名教練黎新祥視為香港隊前線未來接班人，陳文輝於2007年3月23日作客港會的聯賽，在完場前3分鐘取得奠定勝局的入球，贏得成軍以來首場聯賽勝利。他於2007年7月加盟華家堡，並在2008年2月23日取得致勝入球，協助球隊1–0擊敗班霸傑志。
陳文輝於2008年夏季與隊友曾錦濤加盟老牌球會傑志，並獲西班牙教練甘巴爾重用，效力期間間中缺席或遲到操練被時任傑志教練甘巴爾在季初多場比賽貶為後備，他又試過因操練態度和紀律問題而遭甘巴爾逐離場暫禁，但甘巴爾認為陳文輝擁有的是天份所以卻不斷給予機會及訓話鼓勵他令陳文輝被球迷取笑為甘巴爾的乾兒子。
直到2014年7月，陳文輝為了爭取更多上陣機會所以轉會太陽飛馬，在2015年6月9日加盟南華，不過卻在同日傍晚他隨香港隊備戰不丹的世界盃外圍賽時，在訓練中左膝十字韌帶重創，讓他效力南華兩年間，只曾在一場菁英盃四強後備上陣惟落場後又再次觸動舊患。
直到2017年6月南華宣佈經重新檢視球隊近年發展後，決定來屆退出港超聯，轉戰甲組聯賽培育青年球員，而被傷患困擾了兩年的陳文輝，獲曾在傑志合作兩年的冠忠南區主教練鄭兆聰垂青，於新一季離隊轉投冠忠南區重新開始，並在2017年9月16日對標準流浪的第二場聯賽傷瘉復出，協助南區以2–1勝出，到10月14日他於主場以3–0擊敗陽光元朗的聯賽復出首度正選上陣。
2019年7月，陳文輝加盟香港超級聯賽球會和富大埔。

## 國際賽生涯
陳文輝於2006年開始入選香港奧運隊，參加2006年亞運足球賽，在2010年再度入選香港亞運代表隊參加2010年亞洲運動會，並在2010年11月7日對阿聯酋國家隊的小組賽，於74分鐘後備上陣入替曾錦濤，隨後在82分鐘接應林學曦傳送射入追和的入球。隨後23歲的陳文輝在2012年2月29日友賽中華台北的國際友誼賽後備入替，即取得入球協助香港以5–1勝出。不過陳文輝在2014年10月10日在旺角大球場友賽新加坡國家隊時，於64分鐘在小禁區內接應徐德帥右路地面傳中，離門兩碼空門炒高，導致他被球迷稱為「費蘭度托利輝」。

## 個人生活
陳文輝效力傑志時因髮型長時期保持蓬鬆遭隊友開玩笑取名「Hea輝」。

## 榮譽
傑志
- 香港甲組足球聯賽冠軍（2010–11、2011–12、2013–14季度）
- 香港足總盃冠軍（2011–12、2012–13季度）
- 香港聯賽盃冠軍（2011–2012季度）
- 季後附加賽冠軍（2012–13季度）
- 香港社區盃冠軍（2009年）

香港代表隊
- 港澳埠際賽冠軍（2009、2010年）
- 龍騰盃冠軍（2010年）

## 外部連結
- 香港足球總會網頁球員資料 （页面存档备份，存于）